# Ihsahn
Vegard Sverre Tveitan (Notodden, Norveška, 10. listopada 1975.), poznatiji kao Ihsahn, norveški je skladatelj, multi-instrumentalist i pjevač. Najpoznatiji je po svojem radu u norveškom black metal-sastavu Emperor. Također je svirao u grupi Thou Shalt Suffer, u sastavu Peccatum zajedno sa svojom suprugom Ihriel (pravim imenom Heidi Solberg Tveitan), te se trenutno posvećuje svojim samostalnim albumima.
Njegovi instrukcijski videozapisi na temu glazbe pojavili su se na internetskim objavama Guitar Worlda. U pogledu stila, njegov rad u solo projektu te rad s drugim izvođačima i glazbenicima pokazuju raspon od klasične glazbe do industrial metala pa sve do progresivnog metala, no ne nužno ograničavajući se na iste. U pogledu osobnih vjerovanja, izrazio je podršku sotonizmu i učenju socijalnog darvinizma, no pokazuje i poštovanje konceptima kao što su meditacija, očuvanje okoliša i tradicionalni paganizam. Osim toga, osuđuje zločinačka djela te vjersku netoleranciju kao što je spaljivanje crkava.

## Životopis

### Rane godine,Thou Shalt Suffer(1975. – 1991.)
Rođen u gradu Notoddenu u Norveškoj, Ihsahn je počeo svirati klavir sa 7 te gitaru s 10 godina. Ubrzo nakon toga počeo je snimati vlastite pjesme. Među njegovim glazbenim utjecajima uključeni su heavy metal, klasična glazba, ambijentalna glazba i techno. Odrastao je na velikoj farmi u ruralnom dijelu Norveške.
Tveitan je prvi put upoznao svojeg budućeg glazbenog partnera, Tomasa Haugena (također znanog i kao Samoth) kao trinaestogodišnjak na seminaru rock glazbe. Tveitan je privukao Haugenovu pozornost sa svojim prišivcima sastava Iron Maiden. Godine 1990. pridružio se Haugenovom death metal-sastavu Xerasia u kojem je svirao gitaru i klavijature. Iste su godine promijenili svoje ime u Embryonic. Sastav je samostalno, o vlastitome trošku, objavio svoj jedini demouradak The Land of the Lost Souls koji je sadržavao ukupno četiri pjesme. Godine 1991. ponovno su promijenili svoje ime u Thou Shalt Suffer. Nekoliko glazbenih izdanja izdano je pod tim imenom prije nego što je Haugen napustio sastav, ostavljajući Tveitana kao jedinog preostalog člana. Tveitan nastavlja Thou Shalt Suffer kao svoj sekundarni glazbeni projekt sve do danas.

### Emperor i ostali projekti (1992. – 2001.)
Nakon Haugenovog izlaska iz Thou Shalt Suffera, on i Ihsahn stvorili su Emperor, u kojem je Ihsahn ponovno preuzeo ulogu gitarista. Emperor je imao otmjeniji black metal zvuk u usporedbi s ostalim sastavima na black metal sceni u to doba, što je pokazivalo Ihsahnove razvijajuće klavijaturističke vještine, osobitost koja će se pojaviti u mnogim njegovim budućim glazbenim izdanjima. Euronymous, gitarist black metal sastava Mayhem, podržavao je sastav te je nakon nekoliko demouradaka 1993. godine objavljen EP Emperor. Ubrzo nakon toga, članovi sastava Haugen, Bård Eithun (također znan kao Faust) i Terje Schei (također znan kao Tchort) bili su uhićeni i završili u zatvoru. Tveitan se ubrzo povukao na vlasništvo svoje obitelji kako bi skladao ono što će kasnije postati Anthems to the Welkin at Dusk, album koji je snimljen nakon Haugenovog uvjetnog oslobađanja.
Godine 1995., sastav Zyklon-B koji je uključivao članove Emperora i Satyricona objavio je album Blood Must Be Shed; sam Tveitan na tom je albumu svirao klavijature. Godine 1998. Tveitan, zajedno sa svojom suprugom Ihriel (Heidi Tveitan) osniva sastav Peccatum. Projekt je u prirodi bio puno više eksperimentalan nego Emperor, te je trajao još neko vrijeme nakon Emperorovog raspada 2001. godine. Peccatum je sadržavao Ihsahnov prepoznatljivi stil sviranja klavijatura, uključujući čiste i black metal vokale, naposljetku postajući njegov glavni glazbeni projekt do njegova gašenja 4. ožujka 2006. godine.
Godine 1999. Emperor je objavio IX Equilibrium, Tveitanov treći studijski album sa sastavom. Iste godine Peccatum objavljuje svoj prvi studijski album, Strangling from Within. Dvije godine kasnije, Peccatum objavljuje svoj drugi studijski album, Amor Fati, a Emperor izdaje svoj četvrti i konačni studijski album, Prometheus: The Discipline of Fire & Demise. Ihsahn je u potpunosti skladao 'Prometheusa' te je album uključivao složeniju orkestraciju od prijašnjih radova, iako je sadržavao manje klavijatura nego prije. U to doba članovi Emperora zajednički su odlučili raspustiti sastav, ostavljajući Tveitana i njegove glazbene partnere da se posvete svojim različitim glazbenim projektima.

### Nastavak rada s Peccatumom i samostalni projekt (2002. – danas)
U prosincu 2002. godine Ihsahn je osvojio "Notodden Kommunes Kulturpris", kulturnu nagradu koju mu je uručio njegov rodni grad Notodden u kojemu živi oko dvanaest i pol tisuća stanovnika. Dobio je nagradu jer je smatran najpoznatijim stanovnikom Notoddena, vrlo dobrim glazbenikom, glazbenim učiteljem te zbog organiziranja mnoštvo koncerata za nepoznate sastave. Iste godine Ihsahn je bio gostujući pjevač u pjesmi "Radical Cut" na Arcturusovom albumu The Sham Mirrors.
Godine 2004. s Peccatumom objavljuje svoj treći i posljednji album, Lost in Reverie te EP The Moribund People godinu dana kasnije. Emperor se 30. rujna 2005. godine iznenada okupio na godišnjici 15 godina magazina Scream u Oslu na sastajalištu za rock koncerte Rockefeller. Ponovno okupljanje sastava čuvalo se kao tajna te je za isti znalo samo par ljudi. Sastav je svirao samo tri pjesme. Tim potezom sastav je objavio svoje ponovno ujedinjenje za par koncerata na raznim festivalima (poput Wacken Open Aira i Inferna) u Europi i Sjevernoj Americi 2006. godine.
U travnju 2006. godine Tveitan je objavio svoj prvi samostalni album The Adversary. On ga je sam u potpunosti skladao, snimio i producirao, s izuzetkom bubnjeva koje je svirao Asgeir Mickelson te gostujućih vokala na pjesmi "Homecoming" koje je izveo Kristoffer Rygg iz sastava Ulver. Album prikazuje Tveitanove utjecaje progresivnog metala, kao i heavy metal, black metal te utjecaje klasične glazbe. The Adversary je snimljen u Symphonique Studios u Norveškoj te ga je objavila njegova diskografska kuća Mnemosyne Productions koju je osnovao 2003. zajedno s Ihriel. Također je snimljen i glazbeni spot za prvu pjesmu s albuma, "Invocation".
Godine 2007. Tveitan je posudio svoj glas animiranom liku iz crtića Metalocalypse, Ericu von Wiechlinghammeru, u epizodi "Dethfashion". Godinu poslije, objavio je svoj drugi studijski album angL na kojem su sudjelovali basist Lars K. Norberg, bubnjar Asgeir Mickelson te gostujući pjevač Mikael Åkerfeldt iz sastava Opeth na pjesmi "Unhealer". Iste je godine Tveitan započeo s pisanjem rubrike "Left Hand Path" u časopisu Guitar World. U ožujku 2009. godine Tveitan je izveo nekoliko svojih pjesama uživo po prvi put u jednokratnom nastupanju kao predgrupa sastavu Opeth na koncertu u Norveškoj. Otada je nastupio na mnogo festivala, svirajući pjesme sa svojih samostalnih albuma i pjesme iz svojeg bivšeg sastava Emperor. Članovi sastava Leprous su mu služili kao prateći sastav.
Tveitan je objavio svoj treći studijski album After u siječnju 2010. godine. Lars K. Nordberg i Asgeir Mickelson ponovno su gostovali na albumu svirajući bas-gitaru i bubnjeve, zajedno s Jørgenom Munkebyem (iz sastava Shining) koji je svirao saksofon na nekoliko pjesama. Kasnije te godine, u listopadu, službena stranica Mnemosyne Productionsa potvrdila je kako je Ihsahn počeo skladati pjesme za svoj četvrti studijski album te da je usto počeo poboljšavati svoj kućni studio.
Godine 2011. Ihsahn prvi je put nastupio na festivalu ProgPower USA u Atlanti. Također je gostovao na dva albuma, jedan je od njih i producirao zajedno sa svojom suprugom te nastavio rad na svojem samostalnom albumu.
U lipnju sljedeće godine Ihsahn je objavio svoj četvrti studijski album, Eremita. Jørgen Munkeby ponovno je svirao saksofon na albumu, no ovaj put bubnjeve je svirao bivši član Leprousa Tobias Ørnes Andersen. Devin Townsend je pridonio gostujuće vokale na pjesmi "Introspection" te je dodatnu gitaru na pjesmi "The Eagle and the Snake" svirao Jeff Loomis, poznat kao bivši gitarist sastava Nevermore.
Samo godinu dana kasnije, Ihsahn je objavio svoj peti studijski album, Das Seelenbrechen. Stilski, album se uveliko razlikuje od svojeg prethodnika, bivajući više eksperimentalan; Ihsahn objašnjava kako je razlog za to što nije želio da album padne u bilo kakvu vrstu formule. Album uz elemente progresivnog metala prikazuje i prevladavajući ambijentalni prizvuk.
Godine 2016. Ihsahn je objavio svoj šesti studijski album Arktis.
Dana 16. veljače 2018. Ihsahn je najavio kako će se njegov idući studijski album zvati Àmr i da će biti objavljen 7. svibnja iste godine.

## Osobna vjerovanja
Ihsahn se opisivao kao sotonist tijekom devedesetih godina 20. stoljeća. Kako je objasnio 1994., smatra sotonizam teškim za definirati, jer postoje razne inačice sotonizma i više kategorija u koje bi se osoba mogla postaviti. Smatrao je kako je većina adolescenata "bezdušna", da su previše zaokupljeni materijalističkim stvarima. Rekao je kako je uhićenje ostalih članova Emperora imalo i dobre i loše posljedice za sastav; značilo je teško doba za sastav, no usto im je dalo i veliki publicitet koji im je omogućio više mogućnosti da šire svoje ideje. Dodatno je napomenuo kako ne vidi razloga biti fizički destruktivan te nije imao nikakve veze s paljenjem crkava u Norveškoj. U intervjuu iz 1994., opisao je socijalni darvinizam kao utjecaj na njegovo shvaćanje sotonizma, nazivajući se antikršćaninom te govoreći kako takvo što nije za slabu osobu. Također je izrazio poštovanje prema europskom paganizmu, meditaciji i očuvanju okoliša. Dodatno je osudio zločinačka djela te ostale oblike vjerske netolerancije poput spaljivanja crkava.

## Članovi Ihsahnovog istoimenog sastava
| Trenutni članovi - Ihsahn – gitara, bas-gitara, vokali, klavijature (2005. – danas) Studijski glazbenici - Asgeir Mickelson – bubnjevi (2006., 2008., 2010.) - Tobias Ørnes Andersen – bubnjevi (2012., 2013.) - Lars K. Norberg – bas-gitara (2008., 2010.) | Trenutni koncertni članovi - Tobias Ørnes Andersen – bubnjevi (2010. – danas) Bivši koncertni članovi - Øystein Landsverk – gitara, prateći vokali (2010. – 2014.) - Tor Oddmund Suhrke – gitara, prateći vokali (2010. – 2014.) - Einar Solberg – klavijature, prateći vokali (2010. – 2014.) - Martin Skrebergene – bas-gitara (2013. – 2014.) - Baard Kolstad – bubnjevi (2013. – 2014.) - Halvor Strand – bas-gitara (2009. – 2011.) - Rein T. Blomquist – bas-gitara (2011. – 2013.) |

## Diskografija
Studijski albumi
- The Adversary (2006.)
- angL (2008.)
- After (2010.)
- Eremita (2012.)
- Das Seelenbrechen (2013.)
- Arktis. (2016.)
- Àmr (2018.)
- Ihsahn (2024.)

## Vanjske poveznice

### Sestrinski projekti
|  | Zajednički poslužitelj ima još gradiva o temi Ihsahn |

### Mrežna mjesta
- Službena stranica
- Ihsahn na Facebooku
- Ihsahn na Encyclopaedia Metallum